# On a Clear Day (You Can See Forever)
«On a Clear Day (You Can See Forever)» (с англ. — «В ясный день (ты увидишь вечность)») — песня, написанная в 1965 году Бертоном Лэйном (слова) и Аланом Джеем Лернером (музыка) специально для мюзикла «В ясный день увидишь вечность».
В 1970 году Барбра Стрейзанд исполнила песню в киноадаптации мюзикла. В альбом с саундтреками, спродюсированный Уолли Голдом, было включено три версии песни: версия Стрейзанд и Ива Монтана, реприза в исполнении только Стрейзанд и версия с хором. Сольная версия в исполнении Стрейзанд была выпущена лейблом Columbia Records в качестве промосингла.
Песня в исполнении Барбры Стрейзанд была тепло встречена критиками, также певица неоднократно исполняла её в будущем на своих концертах.